# Pamela Kyle Crossley
Pamela Kyle Crossley (18 novembre 1955) è una storica statunitense, esperta di Cina moderna, Asia settentrionale e storia globale.

## Biografia
È l'autrice di The Wobbling Pivot: China since 1800: An Interpretive History (2010), di studi influenti sulla dinastia Qing (1644-1911) e di libri di testo importanti nella storia mondiale. Crossley è nota per l'interpretazione della fonte delle identità (fenomeno psicologico) del ventesimo secolo. Secondo lei la conquista da parte dei grandi imperi dell'Eurasia nella prima età moderna ha prodotto una speciale forma di sovranità che ha dato massima priorità alla istituzionalizzazione dell'identità culturale. Crossley suggerisce che questi concetti sono stati codificati nella pratica politica e ebbe un ruolo di rilievo nei discorsi accademici sul "nazionalismo" fino alla fine del 20' secolo.